# Florencie
Florencie (italsky Firenze [firɛːntse]IPA) je metropole italského regionu Toskánsko, ležící na řece Arno. Ve středověku byla Florencie centrem významné městské republiky, která se za vlády rodu Medicejských přeměnila na Florentské vévodství (1531), které se později stalo Velkovévodstvím toskánským (1569). V dobách republiky a především za Medicejských došlo k velkému kulturnímu rozkvětu města. V 15. století se Florencie stala kolébkou renesance a kulturním centrem severní Itálie.
Od roku 1982 je historické centrum Florencie zapsáno na Seznamu světového dědictví UNESCO. Další památkou UNESCO na území města jsou vily a zahrady Medicejských.

## Dějiny města

### Římské období
Florencie byla založena roku 59 př. n. l. na pravém břehu Arna římskými vojáky – veterány Julia Caesara a získala název Colonia Florentia – Kvetoucí. Sídlo typu vojenského tábora mělo obdélníkový tvar se čtyřmi branami na každou světovou stranu. Hradby procházely dnešním Piazza del Duomo na severu, Piazza della Signoria na jihu, Via del Tornabuoni na západě a Via del Proconsolo na východě. Do roku 150 n. l. bylo ve městě vybudováno fórum (na místě dnešní Piazza della Repubblica), kapitol, chrám, lázně, akvadukt a amfiteátr. Ekonomický rozvoj antického města byl spojen s blízkostí silnice Via Cassia vedoucí z Říma do severní Itálie. Dále měla nová kolonie spojení se zdejšími etruskými městy a po Arnu také se Středozemním mořem. Díky tomu se z Florencie stalo v prvních dvou staletích významné obchodní středisko. Ve městě se začali usazovat obchodníci přicházející z východu, kteří přinesli do kraje ve 3. století křesťanství. Nová víra se zpočátku šířila pomalu. Významnější nástup nastal až po roce 393, kdy se do Florencie uchýlil sv. Ambrož, vyhnaný z Milána. Ambrož zasvětil roku 393 nejstarší kostel na severním předměstí sv. Vavřinci (San Lorenzo) a ustavil tu biskupa. To znamená, že se kostel San Lorenzo stal původní florentskou katedrálou. Na přelomu 4. a 5. století vznikl další kostel na levém břehu Arna – Santa Felicita (někdy bývá považován za nejstarší kostel ve městě). Po smrti prvního biskupa roku 433 bylo biskupské sídlo přeneseno do Baptisteria San Giovanni, které se poté stalo na dlouhá léta florentskou katedrálou.

### Středověk
Po pádu Západořímské říše byla za barbarských vpádů pustošena Florencie i celé Toskánsko, následoval hospodářský a politický úpadek. Ke krátkému rozmachu došlo až za vlády Byzantských císařů v letech 553–569. Germánští nájezdníci Langobardi přišli do severní Itálie roku 568 a měli o zničenou Toskánu zájem především z obranného hlediska proti jižním državám Byzantinců. Toskánsko Tuscia se v té době stalo vévodstvím rozčleněným na menší podvévodství. Nejvýznamnějším střediskem byla Lucca, kterou Langobardi zřejmě dobyli jako první toskánské město. Vedle Luccy prosperovala Pisa jako obchodní, námořní i strategický bod. Ostatní toskánská města včetně Florencie byla zanedbávána. V 6. století žilo ve městě sotva tisíc obyvatel, v 7. století jejich počet ještě poklesl.
Toskánsko a Florencie se začaly znovu vzmáhat v 8. století, poté, co 774 dobyl Langobardskou říši Karel Veliký. Došlo zde k rozvoji řemesel, obchodu, zemědělství a měst. V polovině 9. století byla založena Toskánská marka s centrem v Lucce; poprvé je v pramenech zmíněna k roku 934. V té době zde již panovaly feudální poměry a města byla v moci feudální vrchnosti, především biskupů. Roku 1032 získala markrabství hrabata z Canossy. Poslední členka rodu Matylda Toskánská se stala toskánskou markraběnkou roku 1076 po smrti svého otce a bratra a přesídlila z Luccy do Florencie. Věhlas města jako oblíbeného sídla markraběnky začal stoupat a Florencie se znovu začala přeměňovat v kvetoucí obchodní středisko. Ve sporu papeže Řehoře VII. s císařem Jindřichem IV. poskytla Florencie podporu markraběnce Matyldě, která byla horlivou přívrženkyní papeže. Rivalita císařů a papežů nadále významně poznamenala dějiny Florencie. Matylda odkázala své državy papeži. Toskánská města včetně Florencie využila po její smrti (1115) zápasu mezi císařstvím a papežstvím a během 12. století se z moci feudálních pánů emancipovala. Ve Florencii bylo důležitým obdobím pro formování samosprávy 13. století.

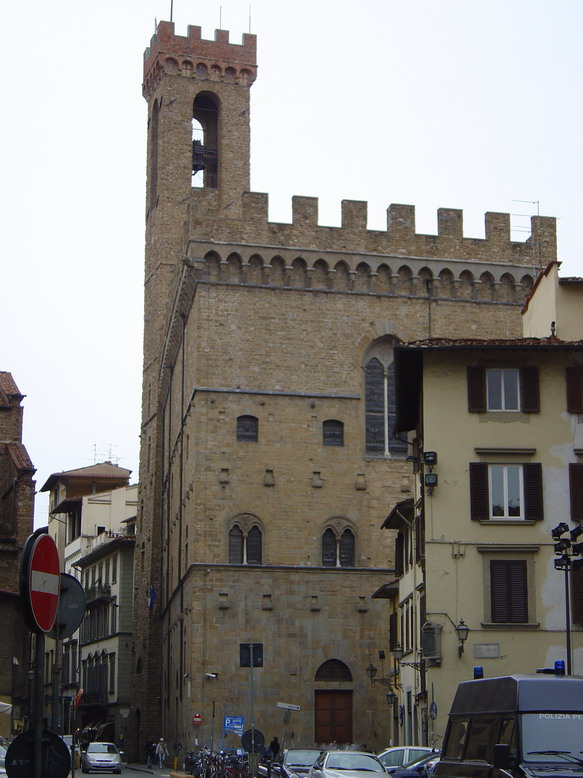
Bargello – původní budova florentské radnice v dnešní podobě

- roku 1000 toskánský markrabě Hugo přesídlil dočasně z Luccy do Florencie
- roku 1032 toskánskými markrabaty se stala hrabata z Canossy
- roku 1076 toskánskou markraběnkou se stala Matylda z rodu hrabat z Canossy a přesídlila znovu z Luccy do Florencie – rozkvět města
- roku 1125 Florencie dobyla Fiesole
- kolem roku 1170 Florencie má 30 tisíc obyvatel
- roku 1173–1175 – výstavba druhého okruhu hradeb
- roku 1215 začal konflikt mezi přívrženci papeže a přívrženci římského císaře
- roku 1221 ve městě se usídlili dominikáni
- roku 1226 ve městě se usídlili františkáni
- roku 1246 začala přestavba kostela Santa Maria Novella, který byl svěřen do péče dominikánům
- roku 1250 byl založen kostel Zvěstování P. Marie
- roku 1250 zavedena nová – popolánská – ústava Constitutio del primo popolo
- roku 1252 začalo město razit zlaté mince – florény (fiorino d’oro)
- roku 1255 zahájena stavba radnice – později palác podesty a Bargello
- roku 1260 ghibellinská Siena drtivě porazila guelfskou Florencii u Montaperti
- roku 1260–1266 ve Florencii vládl ghibellinský podesta a říšský vikář
- roku 1265 ve Florencii se narodil Dante Alighieri
- roku 1284 byla zahájena stavba nového (třetího) opevnění města
- roku 1293 byla vydána nová ústava tzv. Ordinamenti di giustizia

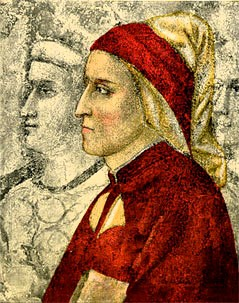
Giotto di Bondone: Dante Alighieri

- roku 1294 byl položen základní kámen františkánského kostela Santa Croce
- roku 1296 položen základní kámen pro stavbu katedrály Santa Maria del Fiore
- roku 1299 byl položen základní kámen k nové radnici – později zvané Palazzo Vecchio
- roku 1302 Dante vypovězen do exilu
- roku 1302 zemřeli ve městě architekt Arnolfo di Cambio a malíř Cimabue
- kolem roku 1300 ve Florencii žilo kolem 100 tisíc obyvatel
- roku 1313 se ve Florencii nebo blízkém okolí narodil spisovatel Giovanni Boccaccio
- roku 1315 porazila Pisa Florencii v ozbrojeném střetu u Montecatini
- roku 1325 porazila Lucca Florencii v ozbrojeném konfliktu
- roku 1333 postihly Florencii záplavy a hladomor – dokončena výstavba třetího okruhu hradeb
- roku 1337 postavena budova Orsanmichele jako tržnice a sýpka
- roku 1339 anglický král Eduard III. odmítl zaplatit florentským bankám Bardi a Perucci dluhy, což vedlo k jejich krachu
- roku 1342 město ovládl hrabě Walter z Brienne, zvaný Athénský vévoda
- roku 1343 Simone di Battifolle uvěznil Athénského vévodu a přinutil jej k odstoupení
- roku 1345 dokončena výstavba mostu s dílnami zlatníků Ponte Vecchio (před ním na jeho místě stály postupně tři starší mosty a za Etrusků brod)
- roku 1346 krachem bankovních domů Bardiů a Perucciů vznikla vážná ekonomická krize
- roku 1348–1349 zabil mor téměř dvě třetiny obyvatelstva
- roku 1350 Giovanni Boccaccio zde napsal Dekameron
- roku 1350 postavena Loggia del Bigallo

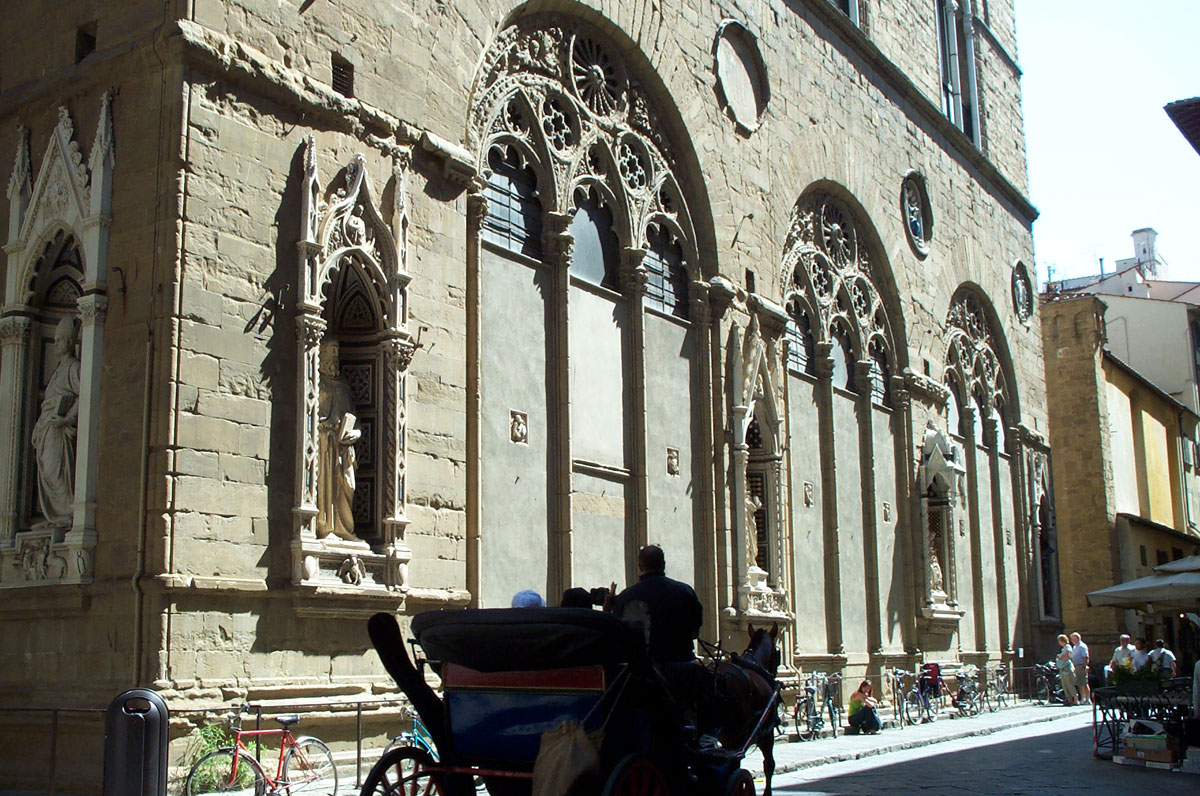
kostel Orsanmichele

- roku 1360 narodil se zde Giovanni di Bicci de’Medici. Za jeho života dosáhla rodinná banka Medici evropského rozmachu
- roku 1361 zrušen trh s obilím v Orsanmichele – budova byla přeměněna na kostel a v něm zřízeny oltáře profesních bratrstev, mj. cechu sv. Lukáše florentských malířů
- roku 1375 se ve Florencii narodil sochař Nanni di Banco
- roku 1378 povstání dělníků ciompi, zpracovávajících vlnu
- roku 1382 vznikla nová oligarchie v čele s rodinou Albizzi
- roku 1386 ve Florencii se narodil sochař Donatello
- roku 1396 ve Florencii se narodil architekt Michelozzo di Michelozzi
- roku 1399 ve Florencii se narodil sochař Lucca della Robia
- roku 1405 Florencie koupila Pisu od milánského vévody Gabriela Marii Visconti
- roku 1406 ve Florencii se narodil malíř Filippo Lippi

### Renesance

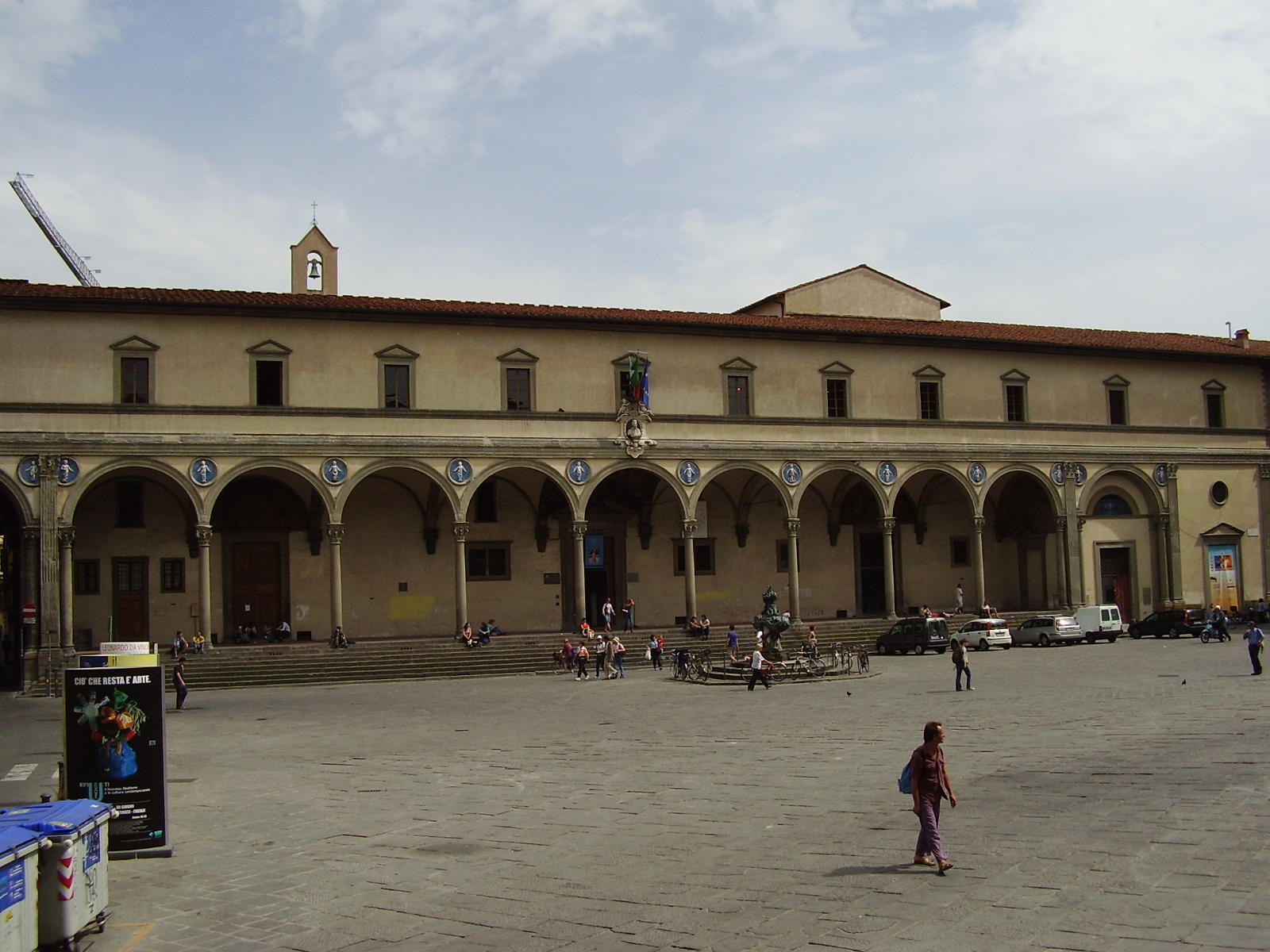
Filippo Bruneleschi, reliéfy Andrea della Robbia: Florentský nalezinec – manifest renesanční architektury

- roku 1417 vytvořil Donatello sochu sv. Jiří pro Orsanmichele
- roku 1417 Filippo Brunelleschi staví Florentský nalezinec, který je považován za manifest italské renesanční architektury
- roku 1420 ve Florencii se narodil malíř Benozzo Gozzoli
- roku 1421 Florencie zakoupila od Janova Livorno
- roku 1421 ve Florencii zemřel sochař Nanni di Banco
- roku 1420–1428 Brunelleschi staví Starou sakristii kostela San Lorenzo
- roku 1421–1434 Brunelleschi staví kupoli katedrály Santa Maria del Fiore
- roku 1424–1426 Masaccio a Masolino pracují na freskách v kapli Brancacciů
- roku 1427 Masaccio namaloval obraz Nejsvětější Trojice pro kostel Santa Maria Novella
- roku 1433 Cosimo il Vecchio a jeho bratr Lorenzo byli vypovězeni z Florencie
- roku 1434 do signorie se dostali převážně příznivci rodu Medici
  - Cosimo il Vecchio se vrátil z exilu
  - z Florencie byli pro své nepřátelství k Medicejským vyhnáni členové rodin Albizzi, Strozzi a další

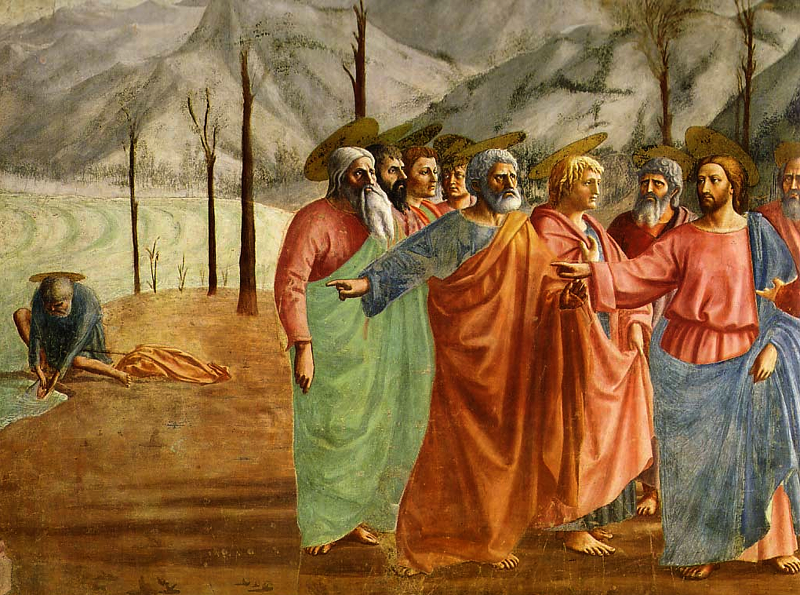
Masaccio: freska v Kapli Brancacciů

- roku 1436 ve Florencii se narodil sochař Andrea del Verrocchio
- roku 1439 byl z Ferrary do Florencie přeložen poslední ekumenický koncil řecké ortodoxní a římské katolické církve, vedené papežem Evženem IV.
  - slavnostní vyhlášení církevní unie v katedrále Santa Maria del Fiore
- roku 1439 založil Cosimo il Vecchio Platónskou akademii – středisko renesanční obnovy antického kulturního dědictví
- roku 1440 vítězství Florenťanů nad milánským vojskem v bitvě u Anghiari
  - malíř Filippo Lippi namaloval oltářní obraz Zvěstování pro kostel San Lorenzo
  - Donatello odlil bronzovou sochu Davida
- roku 1445 ve Florencii se narodil malíř Sandro Botticelli
- roku 1448 Piero il Gottoso byl zvolen do funkce Priore
- roku 1449 ve Florencii se narodil malíř Domenico Ghirlandaio
- roku 1454 uzavření míru v Lodi
- roku 1455 zemřel ve Florencii zlatník a sochař Lorenzo Ghiberti
- roku 1457 začala stavba paláce Pitti
- roku 1459 ve Florencii zemřel malíř Andrea del Castagno

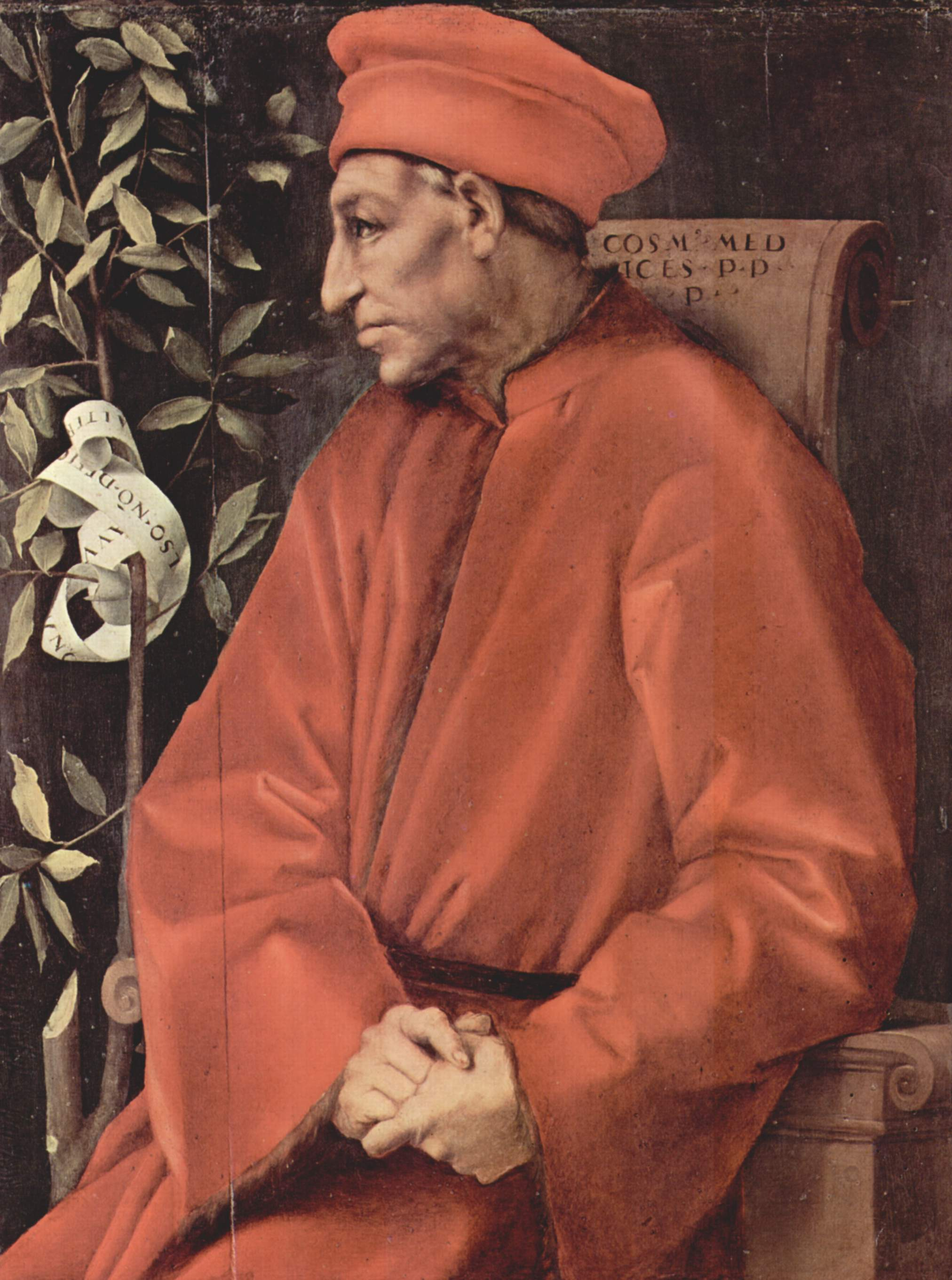
Cosimo Medici, zvaný il Vecchio

- roku 1461 byl Piero il Gottoso, syn Cosima il Vecchio, zvolen do funkce gonfaloniéra
- roku 1464 Cosimo il Vecchio zemřel
- roku 1465 byl Niccolo Soderini zvolen do funkce gonfaloniéra
- roku 1466 zemřel ve Florencii sochař Donatello
- roku 1469 moci ve městě se ujal Lorenzo Nádherný, syn Pietra il Gottoso
- roku 1472 ve Florencii zemřel architekt Michelozzo di Bartolommeo Michelozzi
- roku 1475 Verrocchio odlil bronzovou sochu Davida
  - narodil se sochař Michelangelo Buonarroti
- roku 1480 Domenico Ghirlandaio namaloval fresku Poslední večeře pro refektář kostela Všech Svatých
- roku 1482 ve Florencii zemřel sochař Lucca della Robia
- roku 1486 ve Florencii se narodil malíř Andrea del Sarto
- roku 1489
  - byl položen základní kámen Palazzo Strozzi
  - do města přišel dominikánský mnich Girolamo Savonarola

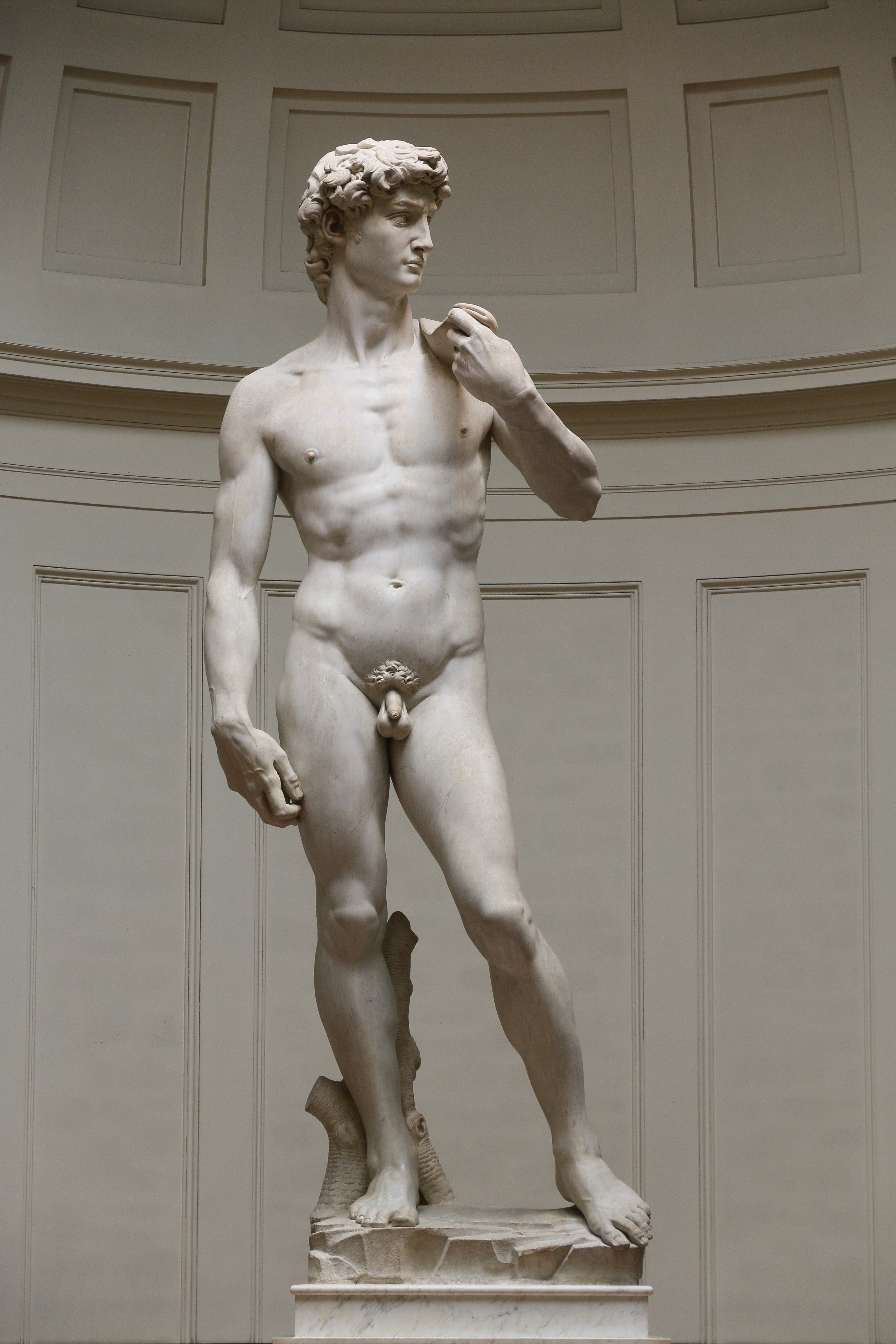
Michelangelo Buonarroti: David

- roku 1492 zemřel Lorenzo il Magnifico
- roku 1494 příchod vojsk francouzského krále Karla VIII. – Medicejští byli vyhnáni z města
- roku 1494 zemřel ve Florencii malíř Domenico Ghirlandaio
- roku 1494–1512 první Florentská republika
- roku 1498 byl upálen dominikánský mnich Girolamo Savonarola, fanatický kazatel
- roku 1502 Piero Soderini zvolen prvním kancléřem
- roku 1504 Michelangelo Buonarotti dokončil mramorovou sochu Davida
- roku 1512 Florencii obléhal kardinál Giovanni Medici – návrat Medicejských do města
- roku 1525 Michelangelo vytvořil náhrobek Lorenza Medici v kapli Mediciů při kostele San Lorenzo
- roku 1527–1530 druhá Florentská republika
- roku 1530 obléhání Florencie vojsky papeže Klementa VII. a císaře Karla V. – návrat Medicejských do města
- roku 1531 Alexandr medicejský byl císařem Karlem V. povýšen na prvního florentského vévodu
  - ve městě zemřel malíř Andrea del Sarto
- roku 1537 po Alessandrově zavraždění se vévodou stal Cosimo I. z druhé větve rodu Medici
- roku 1562 Cosimo I. založil Florentskou Akademii výtvarných umění
- roku 1592 ve Florencii zemřel sochař Bartolommeo Ammanati

### Po roce 1600
- roku 1737 zemřel poslední mužský člen rodu Medici Gian Gastone – konec vlády Medicejských v toskánském velkovévodství
- roku 1743 zemřela poslední členka rodiny Medici Anna Maria Lodovica
- roku 1768 ve Florencii se narodil František I.
- roku 1840 navštívil John Ruskin Florencii
- roku 1865 Florencie se stala hlavním městem Itálie
- roku 1871 sídlo hlavního města bylo přesunuto do Říma
- roku 1944 zničila ustupující německá vojska všechny florentské mosty s výjimkou Ponte Vecchio
- roku 1966 ničivé záplavy ve Florencii

## Historické a umělecké památky
K hlavním uměleckým památkám ve Florencii náleží gotická katedrála Santa Maria del Fiore, stavba z let 1296 až 1436, na Piazza del Duomo. Vedle ní stojí 82 metrů vysoká Giottova zvonice dokončená roku 1359. Druhou dominantní florentskou stavbou je radnice Palazzo Vecchio na Piazza della Signoria, jižně od katedrály. Třetí významnou historickou stavbou je most přes řeku Arno Ponte Vecchio. Trojici slavných staveb doplňuje umělecká galerie Galleria degli Uffizi, budova postavená v letech 1560–80, se 4 000 vystavovanými obrazy jedna z nejvýznamnějších sbírek na světě. K dalším nejvíce navštěvovaným památkám náleží rozlehlý Palazzo Pitti, kostel Santa Maria Novella nebo chrám Santa Croce.

### Kostely, kaple a chrámy

dóm Santa Maria del Fiore

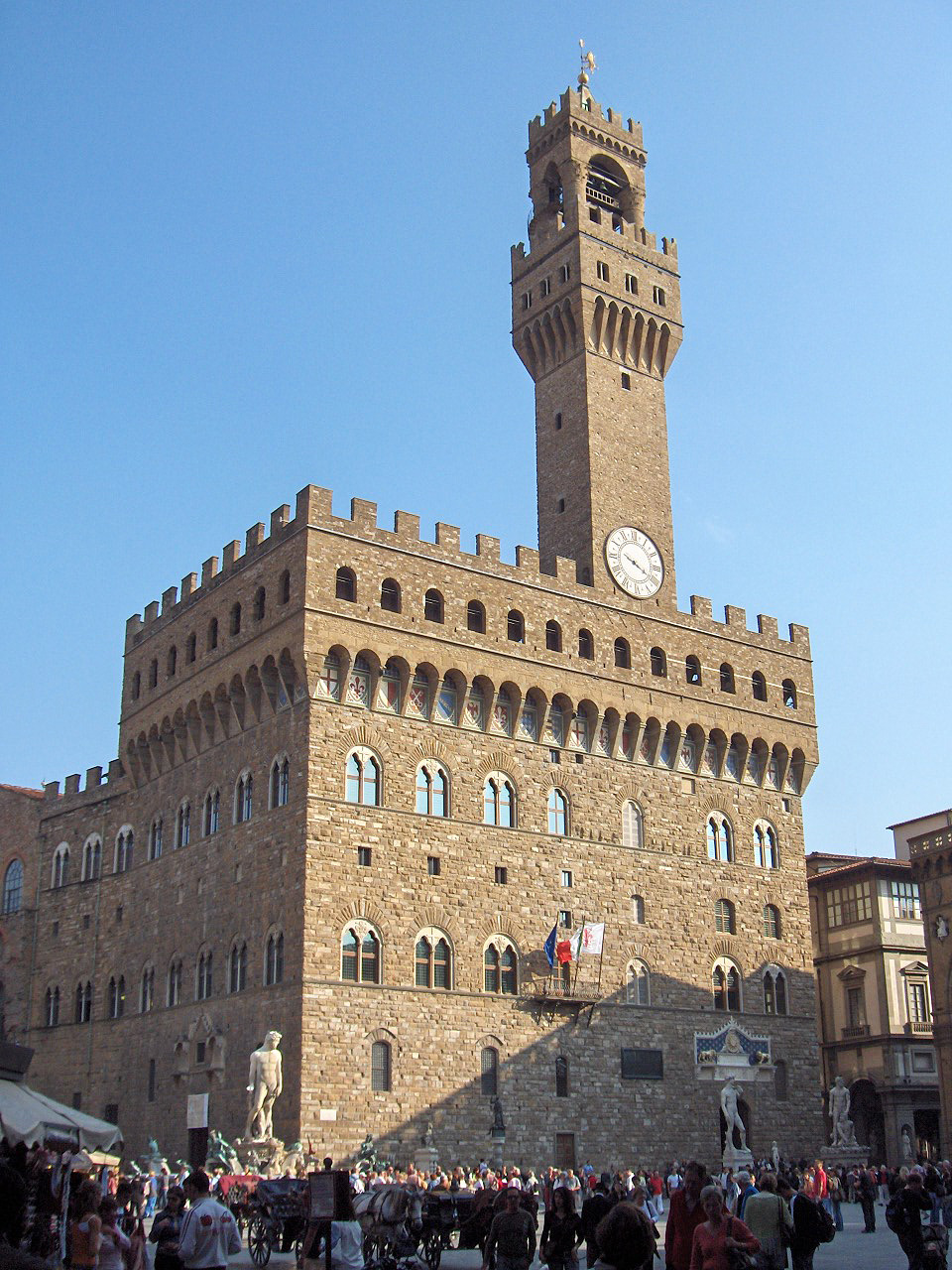
Palazzo Vecchio

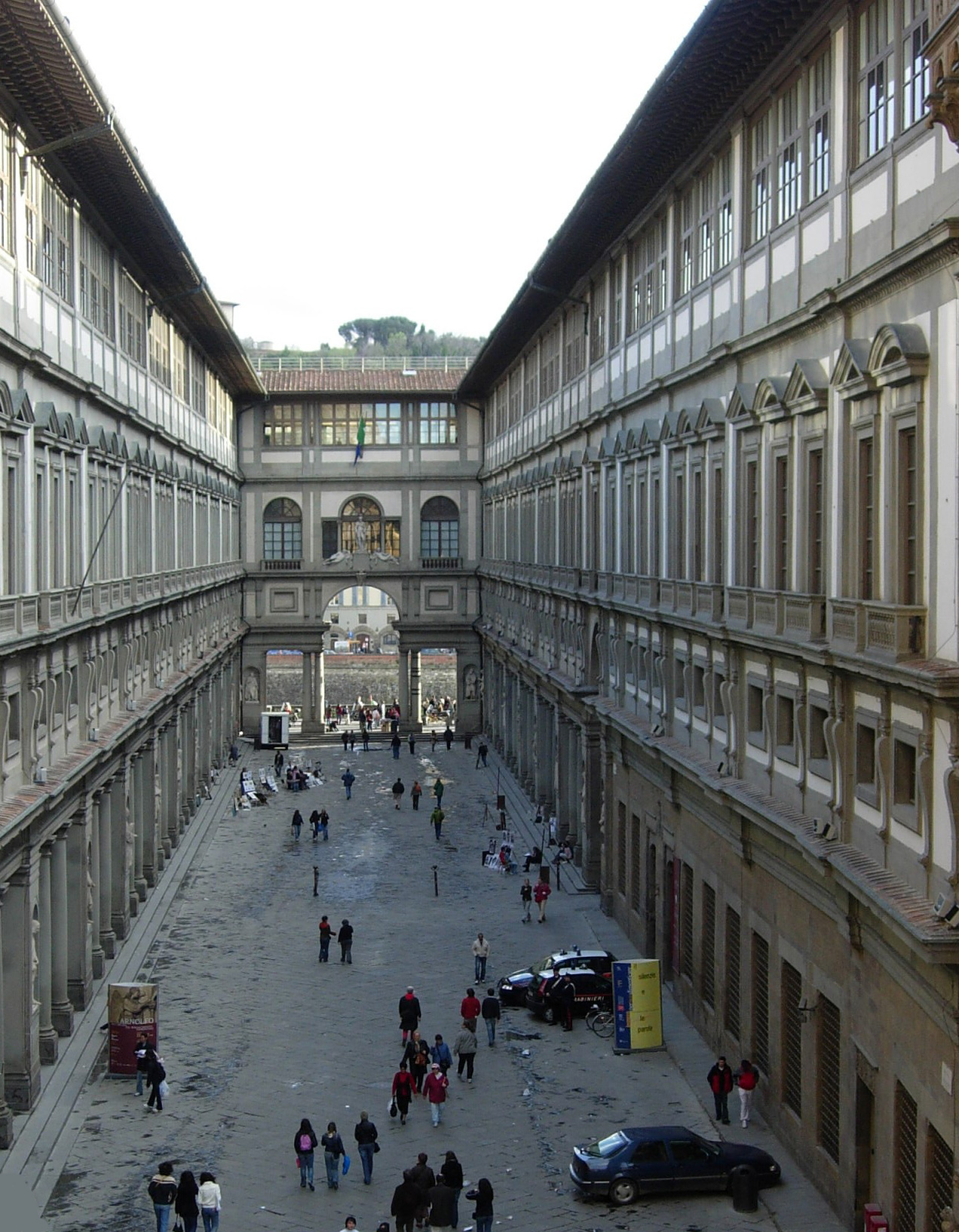
Galerie Uffizi

- Dóm Santa Maria del Fiore – dominanta města
- Campanile di Giotto – Giottova kampanila (zvonice) při florentském dómu
- Baptisterium San Giovanni – Baptisterium (křestní kaple) sv. Jana Křtitele, naproti florentskému dómu
- Kostel Santa Maria Novella – kostel s klášterem dominikánek, z let 1246–1300 v románsko-gotickém slohu, významné jsou fresky od Ghirlandaia z druhé poloviny 15. století
- Kostel Santa Croce – bazilika sv. Kříže s bývalým klášterem františkánů z konce 13. století, dokončena roku 1442, průčelí a zvonice jsou z 19. století
- Kostel San Lorenzo – s pohřebními kaplemi rodiny Medici a Starou sakristií je nejstarším založeným kostelem ve městě, z roku 393; současná renesanční stavba je od Brunelleschiho z let 1419–1460
- Santo Spirito – renesanční kostel sv. Ducha, vystavěl F. Brunelleschi, stavba je z první poloviny 15. století
- Kostel Orsanmichele, původně obilní sýpka z konce 13. století, později přeměněna na kostel
- Badia Fiorentina, kostel a opatství založené roku 978, goticko-barokní stavba dokončená roku 1631
- San Marco (Florencie) – kostel sv. Marka s bývalým klášterem dominikánů, působiště a muzeum malíře Fra Angelica
- Náměstí Santissima Annunziata a kostel Zvěstování z pozdního středověku
- Tempio Issraelitico – synagoga
- Chiesa d'Ognissanti – kostel Všech svatých, farní kostel rodiny Vespucci
- Kostel Santa Trinita – chrám Nejsvětější Trojice
- Kostel Santi Apostoli chrám sv. Apoštolů
- Kaple Brancacciů – u kostela Santa Maria del Carmine, známá svými freskami od Masaccia a Masolina z let 1424–1428
- Kostel Santa Felicità

### Paláce, domy a další stavby
- Palazzo dei Mozzi – vystavěný v letech 1260 až 1273 jako pevnost
- Palazzo del Bargello – vystavěný v letech 1255 a 1261, původní sídlo městské správy, později sídlo šéfa městské policie, od roku 1865 italské národní muzeum s jednou z nejvýznamnějších sochařských sbírek světa
- Palazzo Vecchio – vystavěný v letech 1299–1314, rozšířený pro účely radnice v 16. století
- Pallazzo di Parte Guelfa – palác politické strany guelfů
- Palazzo Pitti – dnes v přízemní části sídlí muzea uměleckých řemesel, zejména medicejská zlatnická a klenotnická sbírka, v levé části prvního patra je známá Galleria Pitti s díly Raffaela, Rubense nebo Tiziana; stavba paláce započala v roce 1457, v letech 1558 – 1570 byl rozšířen, v letech 1864 – 1871 byl královskou rezidencí
- Palazzo Strozzi, považovaný za jeden z nejkrásnějších florentských renesančních paláců, vystavěný v letech 1489–1538
- Ponte Vecchio – nejstarší most přes řeku Arno
- Villa medicea di Careggi, vystavěný v letech 1444–1464, rezidence knížat Medici, kaple s freskami od B. Gozzoliho, je na seznamu památek světového dědictví UNESCO.
- Palác Rucellai, z poloviny 15. století
- Palác Davanzati, z druhé poloviny 14. století
- Palác Antinori, renesanční stavba z druhé poloviny 15. století
- Loggia dei Lanzi – lodžie Lanziů, stavba z let 1376–1382, pro politické ceremonie
- Casa di Dante – Dantův dům, dnes Dantovo muzeum
- Casa di Buonarroti – Michelangelův dům
- Spedale degli Innocenti – první evropský nalezinec (sirotčinec)
  - Giardini della Fortezza – park na východní straně Fortezza da Basso, mezi hradbami a ulicí Filippo Strozzi
  - Giardino di Boboli – kaskádovitě upravené palácové zahrady u paláce Pitti, s terasami a sochařskými díly doby barokní

### Galerie, muzea a knihovny
- Galleria degli Uffizi – Galerie Uffizi, dnes sídlo tří uměleckých sbírek (obrazů, soch a tapiserií)
- Galleria dell'Accademia – galerie Akademie výtvarných umění s originálem sochy Davida od Michelangela
- Hudební konzervatoř Luigi Cherubiniho
- Museo Marino Marini – galerie obrazů malíře Marina Mariniho
- Museo dell'Opera del Duomo – Dómské muzeum
- Museo di Firenze camera – muzeum města Florencie
- Museo di Storia della Scienza – muzeum historie vědy a Galilea Galilei
- Museo archeologico nazionale di Firenze - archeologické muzeum
- Muzeum Bardini
- Muzeum La Specola
- Biblioteca Medicea Laurenziana – knihovna Laurenziana, projektoval Michelangelo (z let 1524–71)

### Fotogalerie

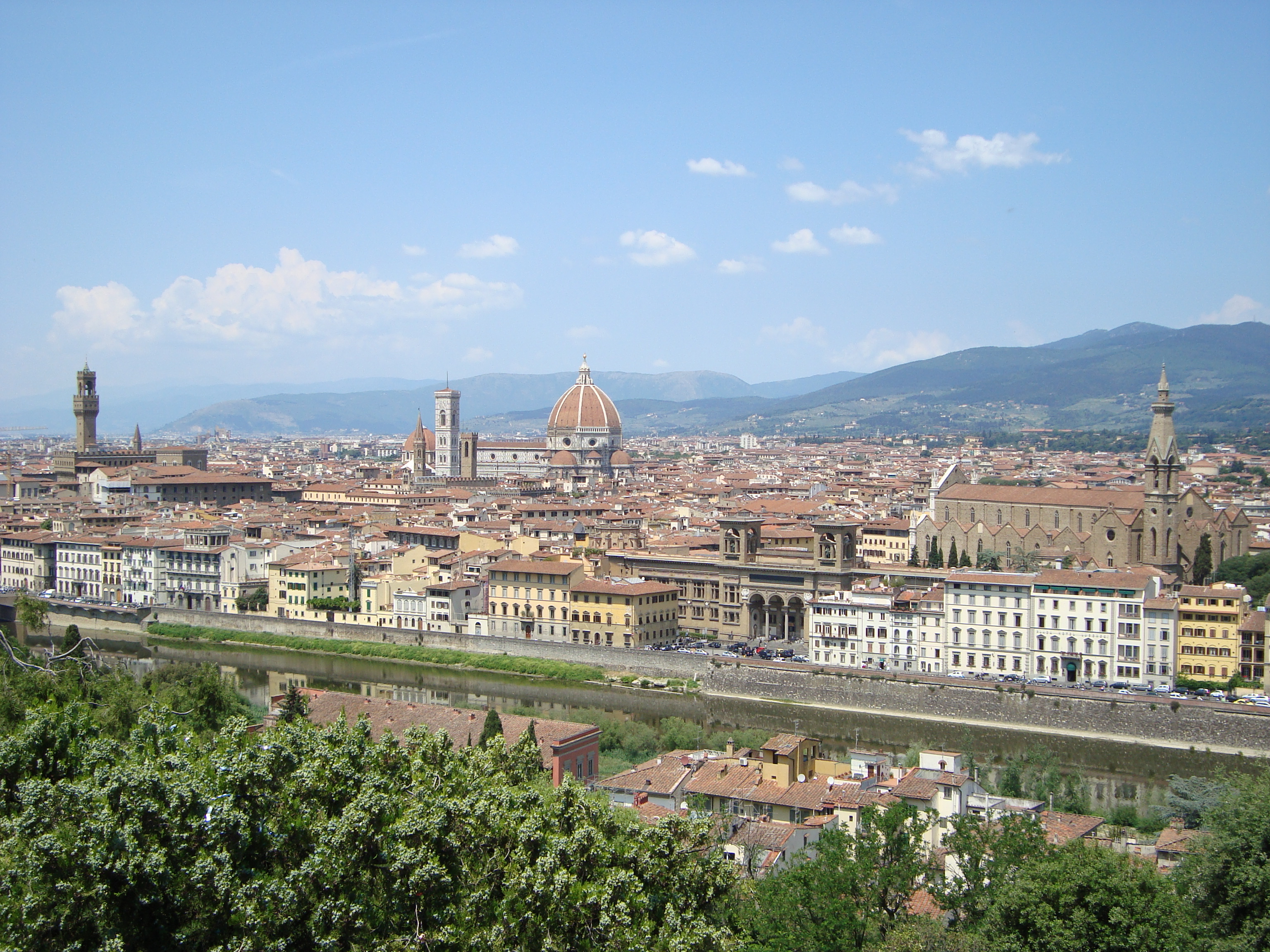
Zleva Palazzo Vecchio, Duomo, S. Croce
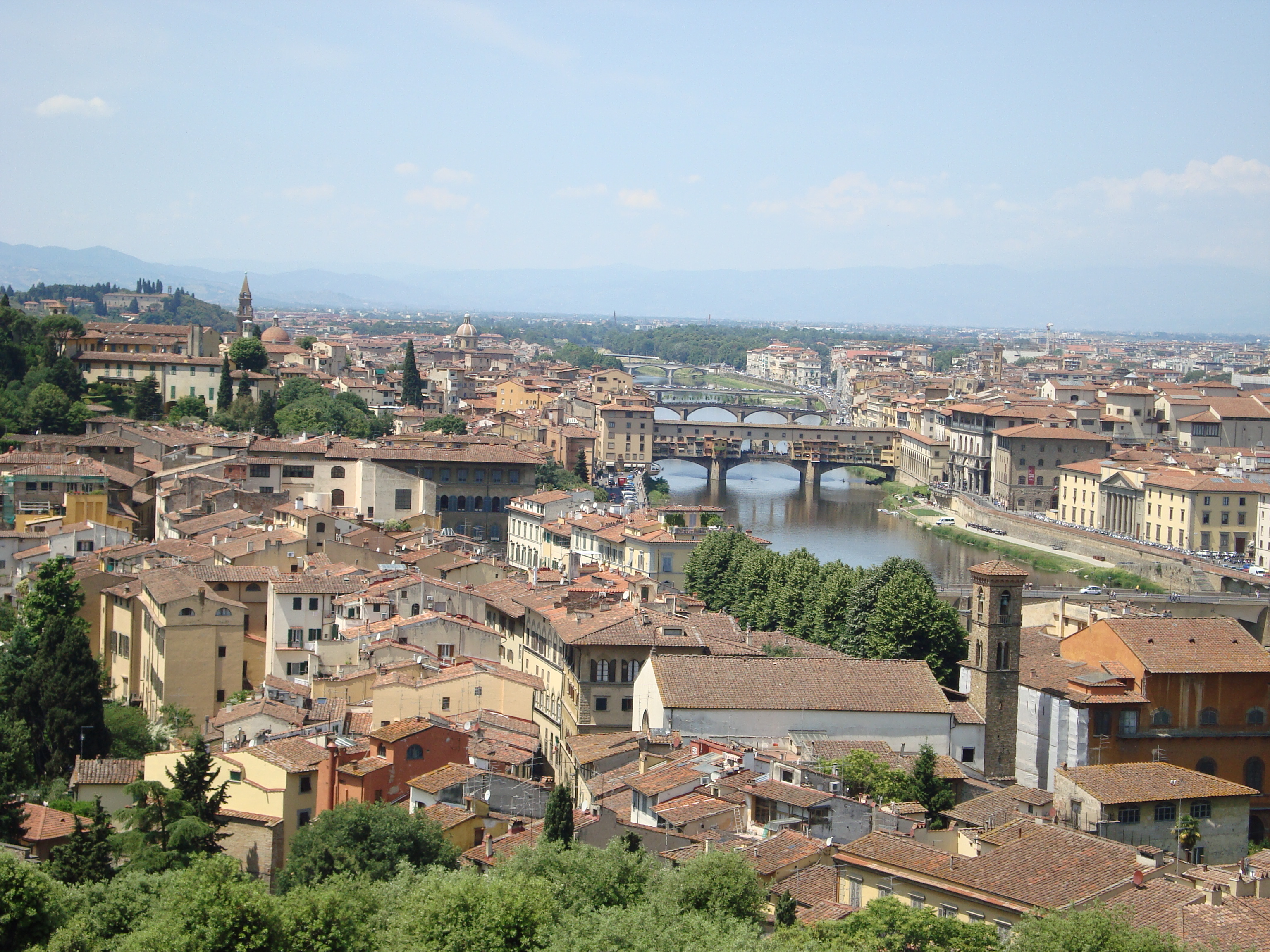
Řeka Arno a Ponte Vecchio
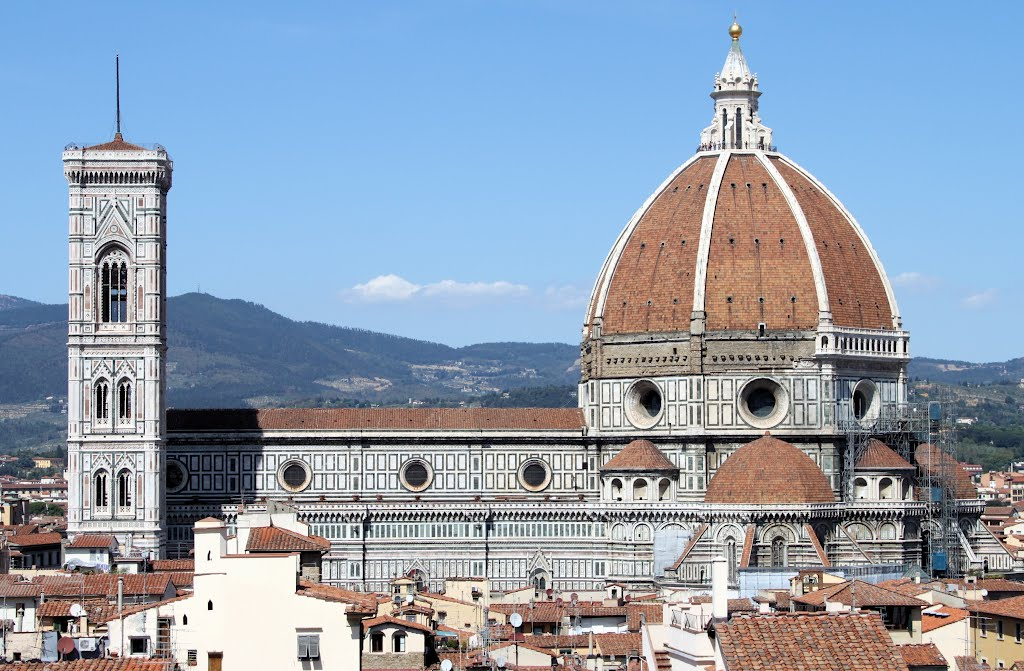
Duomo, S. Maria del Fiore
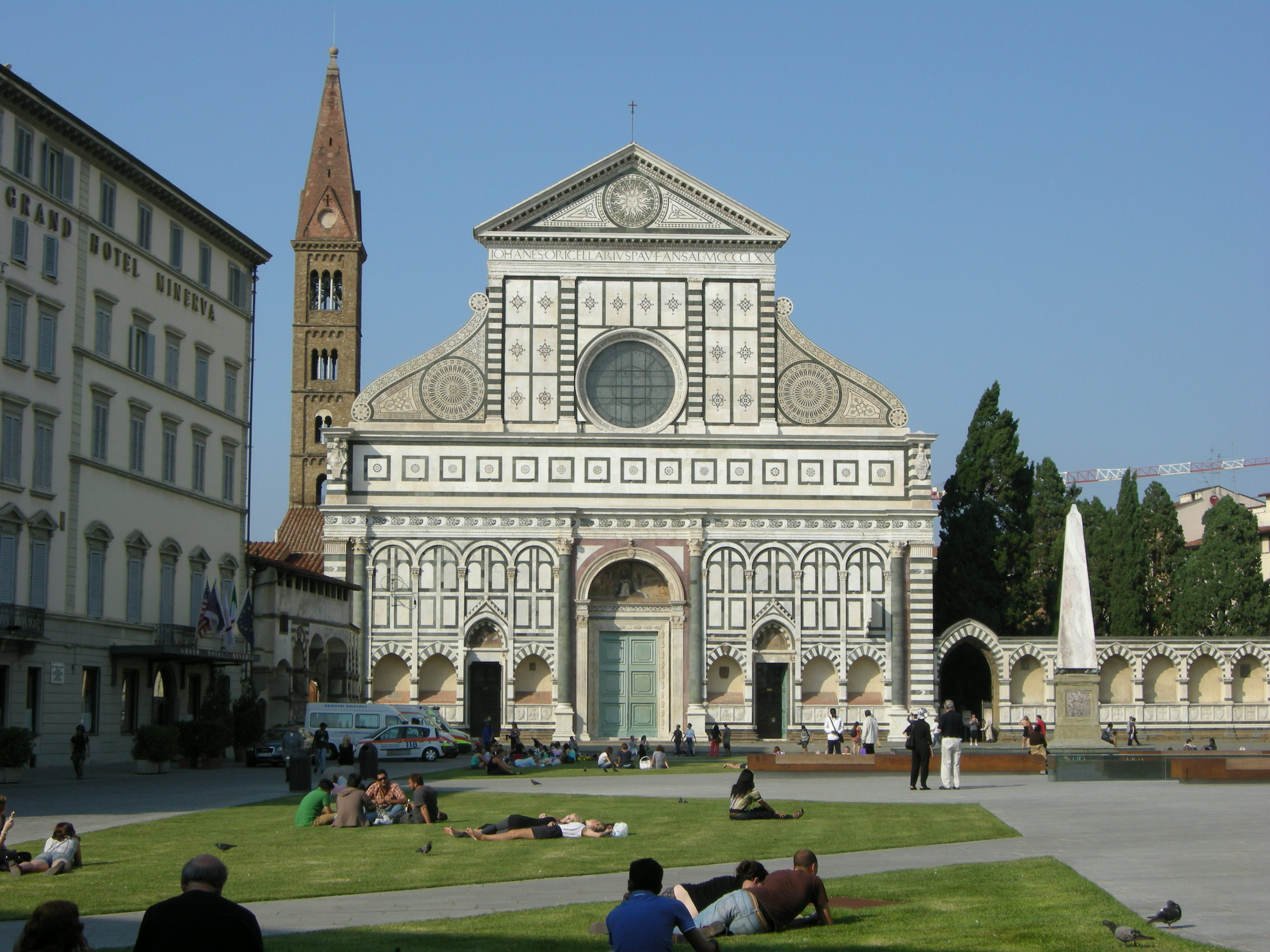
Kostel Santa Maria Novella
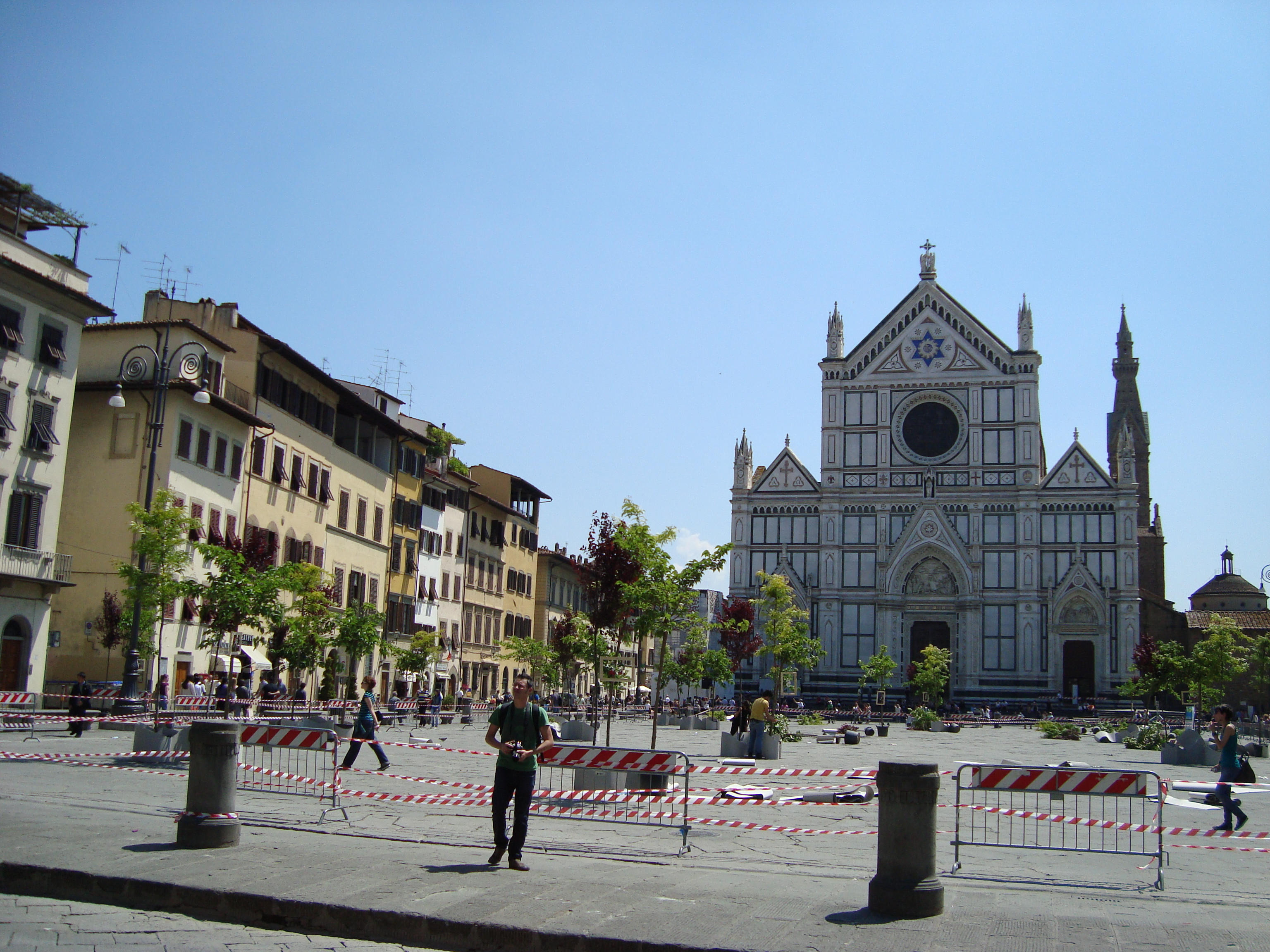
Náměstí a kostel S. Croce (sv. Kříže)
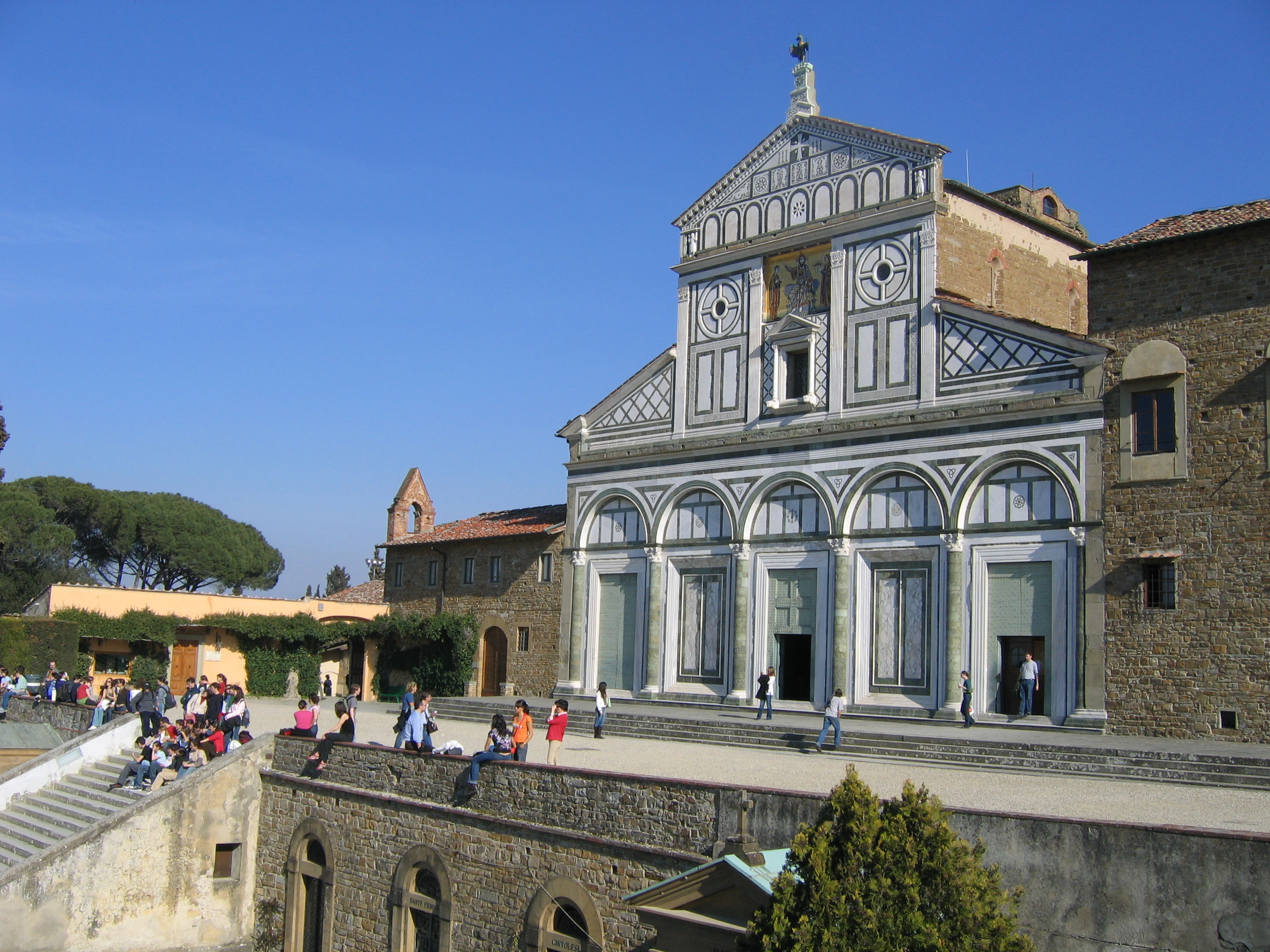
Kostel S. Miniato al Monte
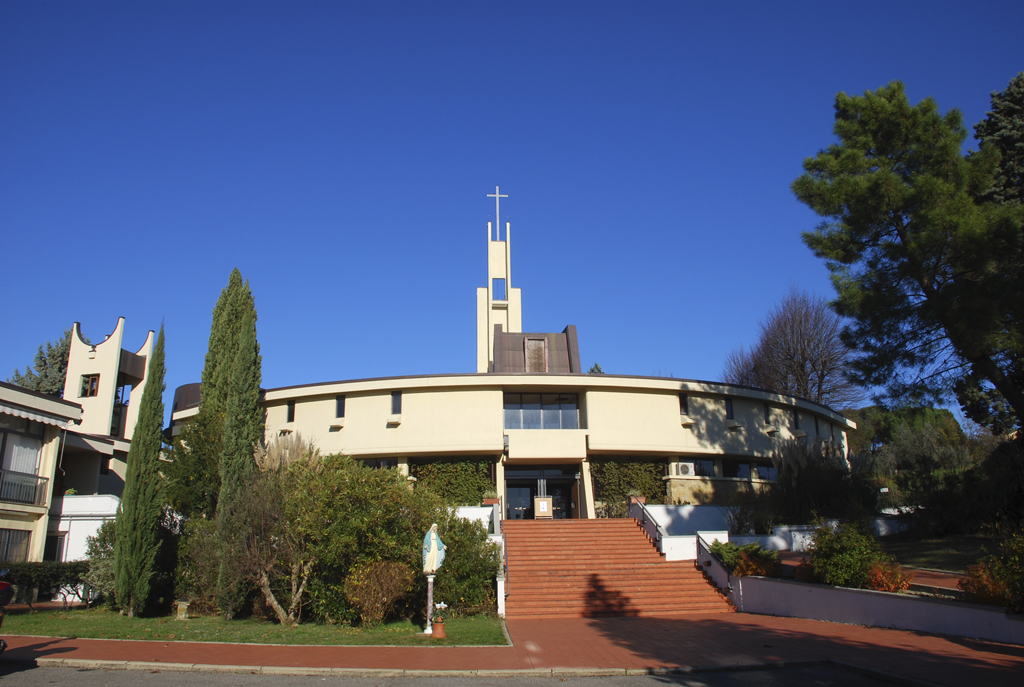
Kostel Sv. Lva Velikého
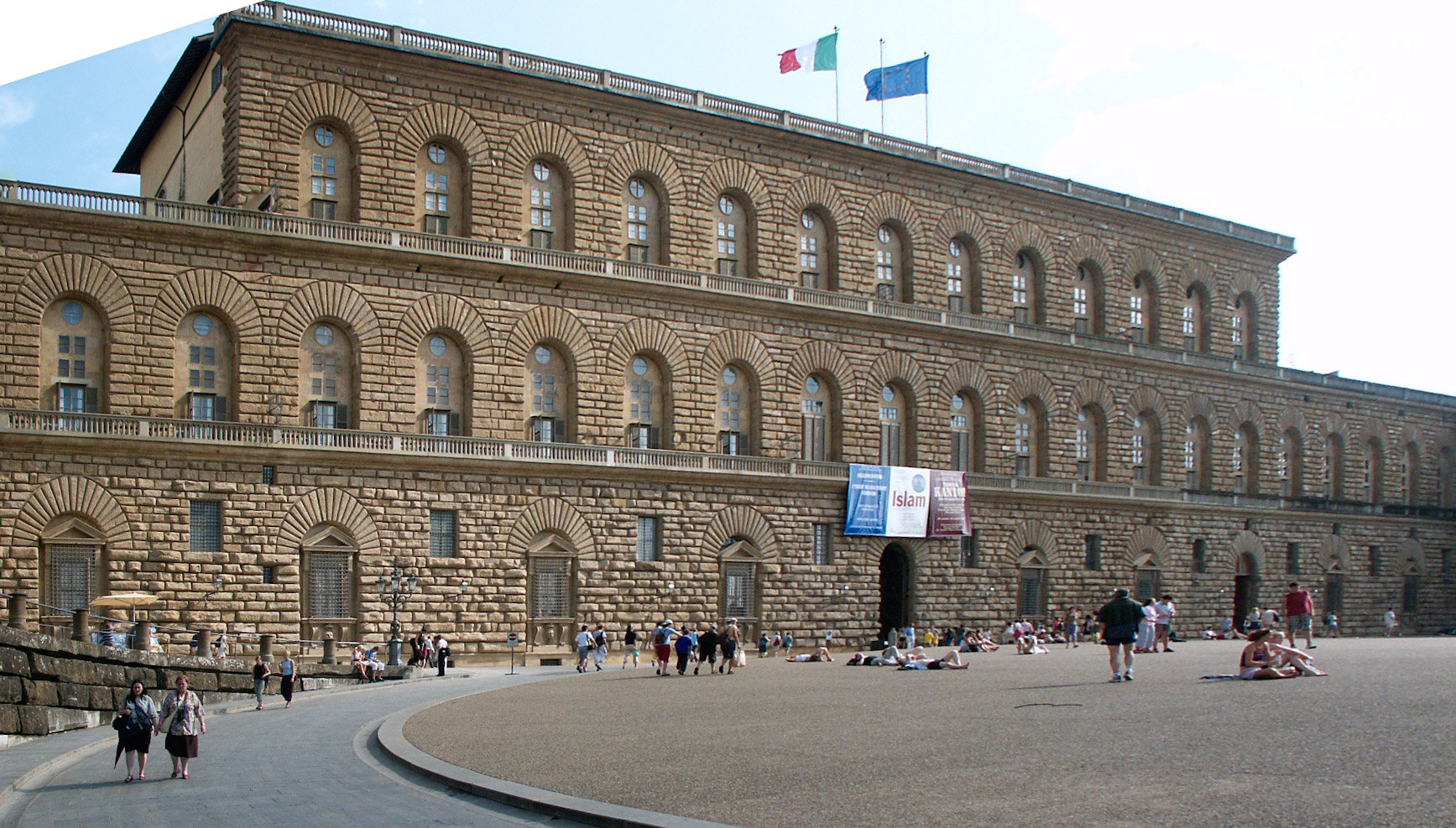
Palazzo Pitti
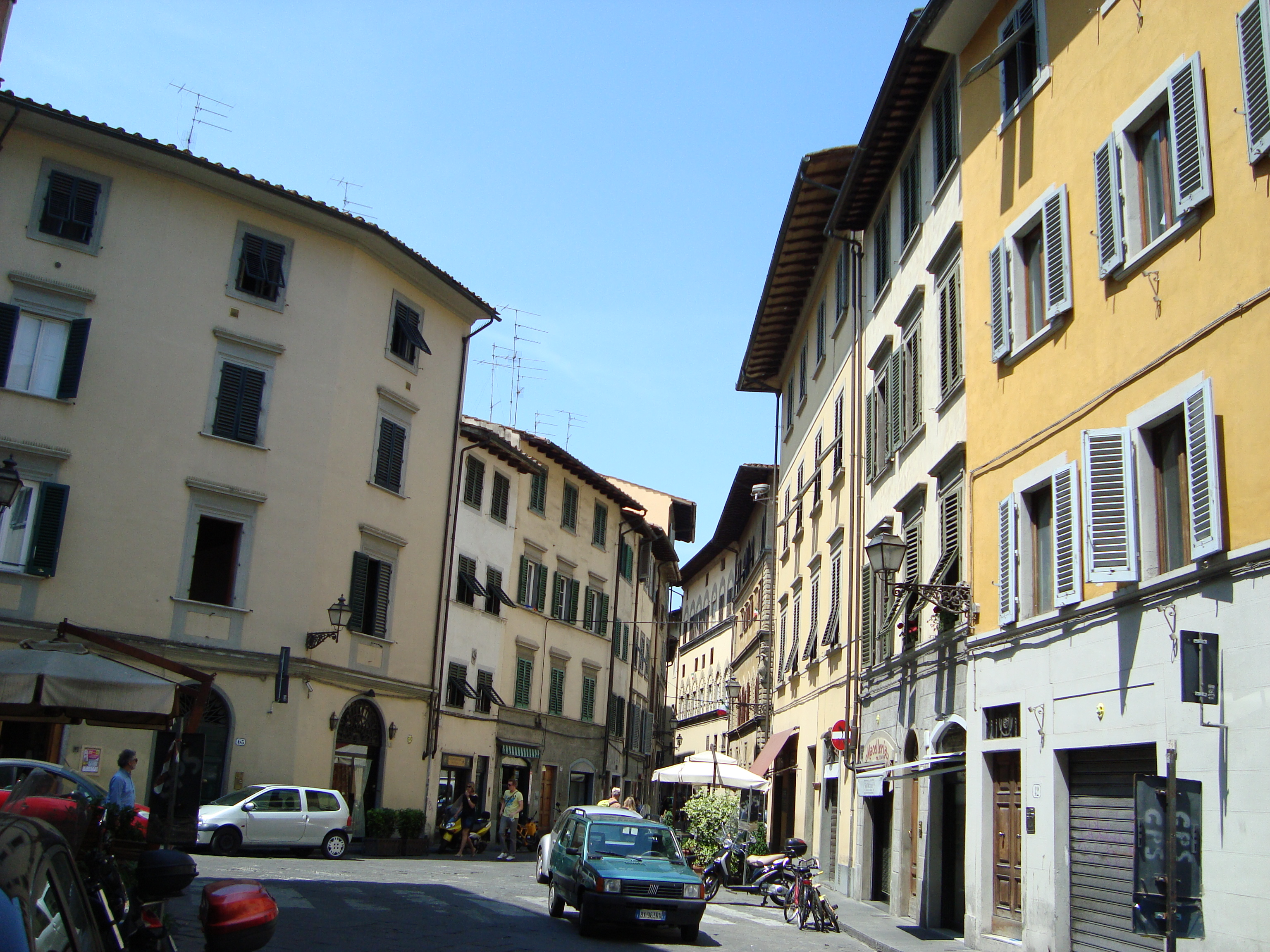
Čtvrť San Niccoló

## Umění
Florencie byla pověstná významnými malíři, sochaři, architekty a hudebníky a uměleckými dílnami Uffizi, které na dvoře vévodů Medicejských založil Giorgio Vasari.

### Hudba
Ve Florencii byla a jsou operní představení uváděna na mnoha místech: palác Pitti, zahrady Boboli, Uffizi, Teatro della Pergola, Teatro Politeama Fiorentino Vittorio Emmanuele. Opera také tvoří důležitou součást každoročního festivalu Maggio Musicale (od roku 1928).
Premiéru zde měly opery Dafné (1598) a Euridice (1600) Jacopa Periho a roku 1847 Macbeth Giuseppe Verdiho.
Zemřel zde Vittorio Gui, dirigent a skladatel, který roku 1928 založil florentský orchestr Stabile a Teodulo Mabellini, skladatel a dirigent, ředitel Teatro della Pergola; narodila se zde sopranistka Medea Figner; rodákem byl italský tenorista Giuseppe Fancelli a operní skladatel Marco da Gagliano.

### Malířství, sochařství a umělecká řemesla
- Jacopo della Quercia, sochař: výzdoba baptisteria a florentského dómu
- Bartolomeo Ammanati (1511–1592), sochař a architekt: náhrobek Marianeli, Junonina kašna, Neptunova fontána na piazza della Signoria, most S. Trinita (podle Michelangellova návrhu)
- Benvenuto Cellini (1500–1571), zlatník a sochař: Perseus s hlavou Meduzy v Loggia dei Lanzi
- Desiserio de Setignano (1428–1464): hlavní oltář v San Lorenzo
- Donatello (1382–1466), sochař: bronzový David (Bargello), tabernákl Zvěstování v kostele Santa Croce, sv. Jiří (Orsanmichele), zpěvácký kůr (Museo dell Duomo)
- Lorenzo Ghiberti (1378–1455), zlatník a sochař: severní a východní (Rajská) brána Baptistéria
- Giovanni da Bologna (1529–1608), sochař: Únos Sabinek a Herkules krotící kentaura (Loggia dei Lanzi)
- Michelangelo Buonarroti (1475–1564), sochař, malíř, architekt a básník: David (Galeria dell Academia, kopie Piazza della Signoria), Pieta (Mueseo dell Opera dell Duomo), Pieta di Palestrina (Galeria dell Academia)
- Luca della Robbia (1399–1482), sochař a keramik: zpěvácká tribuna (Museo dell Opera dell Duomo) výzdoba kaple Pazziů (Santa Croce)
- Bernardo Rossellino (1409–1464): náhrobek Leonarda Bruniho
- Nanno di Banco (1375–1421): sv. Lukáš, Fontána del Porcellino
- Arnolfo di Cambio (1245–1305), architekt a sochař: katedrála Santa Maria Fiore, Palazzo Vecchio (radnice), kostel Santa Croce, Orsanmichele (původně sýpka, pak chrám)

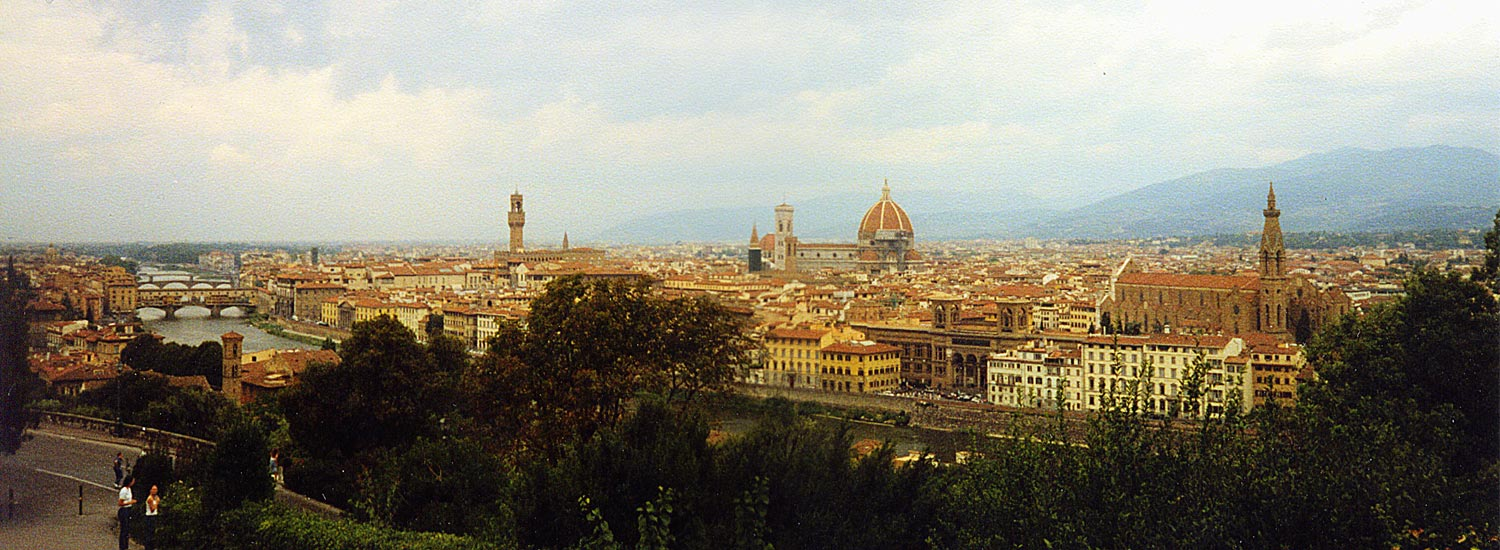
Panoráma Florencie

## Významné osobnosti
- Dante Alighieri (1265–1321), renesanční básník a humanista
- Giovanni Villani (asi 1280–1348), florentský kronikář
- Filippo Brunelleschi (1377–1446), renesanční architekt
- Donatello (asi 1386–1466), renesanční sochař
- Cosimo de Medici Il Vecchio (Starý) (1389–1464), bankéř a vládce Florencie
- Paolo Uccello (1397–1495), malíř
- Andrea del Verrocchio (1435–1488), renesanční malíř, zlatník a sochař
- Sandro Botticelli (1445–1510), renesanční malíř
- Giuliano da Sangallo (asi 1445–1516), renesanční architekt a sochař
- Domenico Ghirlandaio (1449–1494), renesanční malíř
- Lorenzo I. Medicejský Il Magnifico (Nádherný) (1449–1492), politik a vládce Florencie
- Girolamo Savonarola (1452–1498), náboženský a politický reformátor, kazatel a dominikánský řeholník
- Amerigo Vespucci (1454–1512), obchodník, cestovatel a kartograf
- Antonio da Sangallo starší (asi 1455–1534), renesanční architekt
- Niccolò Machiavelli (1469–1527), státník, historik a teoretik politiky
- Piero Medici Il Fatuo (Nešťastný) (1472–1503), vládce Florencie
- Michelangelo Buonarroti (1475–1564), renesanční sochař, malíř, architekt a básník
- Lev X. (1475–1521), papež
- Klement VII. (1478–1534), papež
- Antonio da Sangallo mladší (1484–1546), renesanční architekt
- Benvenuto Cellini (1500–1571), pozdně renesanční zlatotepec, medailér a sochař
- Filip Neri (1515–1595), kněz a katolický svatý
- Kateřina de Medici (1519–1589), francouzská královna, manželka Jindřicha II.
- Cosimo I. Medici (1519–1574), toskánský vévoda
- Lev XI. (1535–1605), papež
- Francesco I. Medici (1541–1587), toskánský velkovévoda
- Urban VIII. (1568–1644), papež
- Concino Concini (okolo 1575–1617), dobrodruh
- Marie Medicejská (1575–1642), francouzská královna, manželka Jindřicha IV.
- Cosimo II. Medici (1590–1621), toskánský velkovévoda
- Klaudie Medicejská (1604–1648), tyrolská arcivévodkyně
- Jean-Baptiste Lully (1632–1687), francouzský skladatel
- Cosimo III. Medici (1642–1723), toskánský velkovévoda
- Klement XII. (1652–1740), papež
- Antonio Sacchini (1730–1786), skladatel
- Luigi Cherubini (1760–1842), skladatel
- František I. Habsburský (1768–1835), poslední římsko-německý a první rakouský císař
- Ferdinand III. Toskánský (1769–1824), toskánský velkovévoda
- Karel Ludvík Rakousko-Těšínský (1771–1847), rakouský arcivévoda, vévoda těšínský a vojevůdce
- Jan Habsburský (1782–1859), rakouský arcivévoda a polní maršál
- Rudolf Jan Habsbursko-Lotrinský (1788–1831), rakouský arcivévoda a olomoucký arcibiskup
- Leopold II. Toskánský (1797–1870), toskánský velkovévoda
- Florence Nightingalová (1820–1910), anglická ošetřovatelka, spisovatelka a průkopnice srovnávací lékařské statistiky
- Carlo Collodi (1826–1890), novinář a spisovatel
- John Singer Sargent (1856–1925), americký portrétista
- Mario del Monaco (1915–1982), operní zpěvák (tenor)
- Franco Zeffirelli (1923–2019), herec a režisér
- Giovanni Sartori (13. květen 1924), italsko-americký politolog, teoretik demokracie
- Oriana Fallaci (1929–2006), spisovatelka a novinářka
- Richard Rogers (23. červenec 1933), britský architekt
- Rose McGowan (9. září 1973), americká herečka

## Vývoj počtu obyvatel
Počet obyvatel

## Svátky, oslavy a festivaly
Ve Florencii probíhají oslavy různých událostí po celý rok. Část z nich je náboženského charakteru.
- leden
  - Pitti immagine uomo – módní přehlídky ve Fortezza da Basso
  - 6. leden – Epifany
- březen
  - velikonoční neděle – Scorppio del Cerro na Piazza del Duomo
- duben
  - Mostra Mercato Internazionale dell’Artigianato – výstava uměleckých řemesel ve Fortezza da Basso
  - 25. duben – Den osvobození
- květen
  - Maggio musicale – hudební festival
  - Festa del Grillo – kriketový festival
- červen
  - Calcio in costume – fotbal v kostýmech
- srpen
  - 15. srpen – Ferragosto
- září
  - 7. září – Festa della Raficolona na Piazza della Santissima Annunziata
- říjen
  - zahájen Amici della musica – koncertní sezóna
- listopad
  - Festival dei Popoli – filmový festival
  - 1. listopad – Den všech svatých
- prosinec
  - 8. prosinec – Neposkvrněné početí
  - 25. prosinec – Vánoce
  - 26. prosinec – sv. Štěpán

## Sport
Ve Florencii sídlí fotbalový klub Fiorentina.

## Partnerská města
- Bejrút, Libanon
- Cannes, Francie
- Damašek, Sýrie
- Drážďany, Německo
- Edinburgh, Velká Británie
- Fás, Maroko
- Isfahán, Írán
- Jerevan, Arménie
- Krakov, Polsko
- Malmö, Švédsko
- Petrohrad, Rusko
- Remeš, Francie
- Riga, Lotyšsko
- Turku, Finsko